# Je m'appelle Loh Kiwan
Pour plus de détails, voir Fiche technique et Distribution.
Je m'appelle Loh Kiwan (hangeul : 로기완 ; RR : Rogiwan ; MR : Rokiwan ; litt. « Ro Ki-wan ») est un film sud-coréen réalisé par Kim Hee-jin, sorti en 2024 sur Netflix. Il s'agit de l'adaptation du roman (로기 완 을 만났다, litt. « J'ai rencontré Lo Kiwan ») de la Sud-Coréenne Cho Hae-jin, publié en 2011,, et du premier long métrage de la réalisatrice.

## Synopsis
Un jeune transfuge nord-coréen d'une vingtaine d'années, originaire de la province du Hamgyŏng du Nord, parvient à pénétrer la frontière de Belgique. En attendant le statut de réfugié, il déambule seul dans la ville dans le froid hivernal, ignorant la langue du pays. Il rencontre une jeune femme ayant perdu tout espoir. Cette dernière est une ancienne tireuse professionnelle.

## Fiche technique
Sauf indication contraire ou complémentaire, les informations mentionnées dans cette section peuvent être confirmées par la base de données KMDb
- Titre original : 로기완
- Titre anglophone : My Name is Loh Kiwan
- Titre français : Je m'appelle Loh Kiwan[2]
- Réalisation et scénario : Kim Hee-jin, d'après le roman (로기 완 을 만났다, litt. « J'ai rencontré Lo Kiwan ») de Cho Hae-jin[4]
- Décors : Lee Ha-joon
- Photographie : Lim Won-geun
- Production : Jang Eun-yeong
- Sociétés de production : Yong Film[1] ; HighZium Studios (coproduction)[6]
- Société de distribution : Netflix
- Pays de production :  Corée du Sud
- Langue originale : coréen
- Format : couleur
- Genre : drame, romance
- Durée : 131 minutes
- Date de sortie : 1er mars 2024 (Netflix)
- Classification : interdit aux moins de 16 ans (violence, drogue)[2]

## Distribution
- Song Joong-ki (VF : Jim Redler) : Loh Kiwan
- Choi Sung-eun (VF : Alice Orsat) : Marie
- Jo Han-chul (VF : Anatole de Bodinat) : Yoon-seong[7]
- Kim Sung-ryung (en) (VF : Nathalie Homs) : Ok-hee[7]
- Lee Il-hwa (en) : Jeong-joo[7]
- Lee Sang-hee (en) (VF : Anne Dolan) : Seon-ju[7]
- Seo Hyun-woo (en) (VF : Jérémie Bédrune) : Eun-cheol[7]
- Waël Sersoub : Cyril, le barman belge

 Source et légende : version française (VF) sur RS Doublage,

## Production

### Genèse et développement
Début juillet 2013, le roman sud-coréen 로기 완 을 만났다 (litt. « J'ai rencontré Lo Kiwan ») de Cho Hae-jin — inédit dans les pays francophones — est en cours d'adaptation au grand écran pour la société Yong Film.
En 2015, le réalisateur Jeong Ji-woo est sur le point de préparer le film, avec le producteur Lim Seung-yong pour Yong Film, avant d'abandonner le projet qui le « prenait trop de temps pour préparer » et surtout « le plus gros problème était celui des réfugiés. Pour nous [les Sud-Coréens], il s'agit des compatriotes nord-coréens qui débarquent en Europe occidentale. Cela s'avère difficile, voire compliqué », explique-t-il, travaillant déjà sur le scénario de Chimmuk (침묵, 2017).
En 2018, connue pour sa sensibilité pour les personnes défavorisées comme la montre dans ses courts métrages MJ (엠제이, 2012) et Neighbors (우리 이웃 이야기, 2014), Kim Hee-jin prend la relève, en tant que scénariste et réalisatrice : « J'ai d'abord commencé comme scénariste (…), et, plus tard, j'ai reçu une proposition de réalisation. ». C'est son premier long métrage, toujours produit par Yong Film. En écrivant le scénario, elle a pensé à l'acteur Song Joong-ki, qui avait refusé le rôle-titre proposé en juillet 2017 : il n'était pas du tout convaincu de l'histoire du film, étant donné que le personnage tombe amoureux de Marie dans une situation extrêmement difficile. Elle ne voit que cet acteur dans ce rôle parce qu'il « a un visage tellement empathique qu'il vous donne l'envie irrépressible de le prendre dans vos bras et, en même temps, il a aussi ses traits froids qui vous font trembler. ». Pour bien constituer l'histoire du film, elle a dû réécrire le scénario et créer un autre personnage, celui de Marie, qui n'existe pas dans le roman original, et ajouter une atmosphère mélodramatique. Elle a même rencontré des transfuges nord-coréens ayant retiré le statut de réfugié en Belgique.
Début février 2023, Netflix confirme la production du film.
Début mars 2024, la réalisatrice avoue, dans un entretien, que « sans Song Joong-ki et Netflix, le film n'aurait jamais vu le jour ».

### Attribution des rôles
Mi-juillet 2017, Song Joong-ki est annoncé pour le rôle-titre, mais « rien n'est encore confirmé » selon son agence, Blossom Entertainment. Peu de temps après, l'acteur refuse ce rôle. Après quelques insistances de Kim Hee-jin, il change d'avis, révélant son accord en fin d'octobre 2022 et le confirme en début de février 2023. Il se l'exprimera plus tard, lors de la conférence de presse en fin février 2024, « rien qu'en lisant le scénario, je l'ai senti très frais et très familier. J’ai même pu ressentir les pures émotions de la réalisatrice. ».
Début janvier 2023, Jo Han-chul se joint à ce projet, retrouvant Song Joong-ki après la série Reborn Rich (재벌집 막내아들, 2022). En février, Netflix révèle d'autres acteurs : Choi Sung-eun, incarnant la Belge Marie, ancienne tireuse d'élite — elle a dû apprendre le français et la pratique du tir sportif, et Lee Il-hwa, Jeong-ju, la mère de Marie, ainsi que Kim Sung-ryung dans le rôle d'Ok-hee, la mère de Loh Kiwan, et Lee Sang-hee dans celui d'armatrice sino-coréenne, puis Seo Hyun-woo en oncle maternel de Loh Kiwan,.
Début février 2024, Waël Sersoub est mentionné.

### Tournage
Le tournage débute le 24 février 2023 à Hongrie, dont 90 % à Budapest parce que « le calme et l'obscurité dans des ruelles correspondent bien à l'émotion du film », s'explique la réalisatrice. Il a également lieu à Bali, en Indonésie, dès le 27 mai. Il s'achève le 31 mai.

## Accueil

### Sortie
Le film sort au jour du mouvement d’Indépendance, en Corée du Sud, le 1er mars 2024 sur Netflix, ainsi que dans tous les pays, avec une classification interdisant aux adolescents.

### Audience
Le 2 mars 2024, selon FlixPatrol, le film se classe 1er au Top10 du Netflix en Corée du Sud et 12e en moyenne partout dans le monde non anglophone,. Le lendemain, il est assisté par 3,1 millions de téléspectateurs et se classe troisième au Top10 mondial du Netflix.

### Critique
Kim Da-sol, du The Korea Herald, signale que le film est « piètre qui finit à l'eau de rose » et qui « ne parvient pas à décrire la vie du transfuge nord-coréen en un drame véritablement humain. ».